# 阿马涅-吕基站
阿马涅-吕基站是法国的一个铁路车站，位于法国阿登省的吕基境内。

## 位置
阿马涅-吕基站位于吕基市区的西部，邻近阿马涅。车站大致呈南北走向，开口朝东。

## 车站设施
阿马涅-吕基站是一个小型的铁路乘降所，因该站附近地区人口较少，故该站内没有设置人工售票窗口及自动售票机，乘客需上车后主动购票或使用通勤卡。
阿马涅-吕基站没有地下通道或天桥，前往下行方向（沙勒维尔-梅济耶尔方向）站台的乘客需横穿铁路正线，因此该站存在一定的安全隐患。

## 停靠线路
以下列车线路在阿马涅-吕基站停靠：
| 阿马涅-吕基站列车线路表                  |              |        |                            |              |
| 线路                                     | 车种         | 上一站 | 下一站                     | 大致运行频率 |
| 香槟-阿登TGV/兰斯—沙勒维尔-梅济耶尔/色当 | 法国大区列车 | 勒泰勒 | 普瓦泰龙/沙勒维尔-梅济耶尔 | 每天3趟左右  |
| 1.                                       |              |        |                            |              |

## 配套交通

### 大巴车
阿马涅-吕基站对应的大巴车上下车地点位于车站前方的广场上。当某条铁路线施工或罢工时，SNCF也会提供途径该线路沿途站点的大巴车。

### 市区公交
阿马涅-吕基站附近暂无城市公共交通线路。

## 临近车站
| 阿马涅-吕基站（Gare d'Amagne-Lucquy） |                  |            |
| 上行车站                              | 线路             | 下行车站   |
| 勒泰勒站                              | 苏瓦松－日韦铁路 | 普瓦泰龙站 |
| - 本表仅显示运营中的线路及车站        |                  |            |